# Influences (série télévisée)
Influences, est une série télévisée française quotidienne de 26 minutes diffusée du 20 septembre au 8 octobre 2021 sur NRJ 12.

## Distribution
- Mégane Lemiel : Alex Grand Girard
- Edouard Kupiec : Tom Burgat
- Florian Schwob : Romain
- Thalya Raymond : Thalya
- Lena Stachurski : Rosy
- Marion Delorme : Jade
- Bruce Tessore : Anthony Grand Girard
- Nina Azouzi : Ilona Grand Girard
- Virginie Caren : Adeline Grand Girard
- Indra : Marjorie
- Mike Kenli : Clément
- Marie Henriquet : Chloé
- Simon Groseil : Quentin
- Thomas Groseil : Max
- Coraly Schevenement : Emy
- Yannick Motlai : Cyril
- Kim Dee : Adama
- Jordan Perin : Baptiste
- Luigi Cazzaniga : Jérôme
- Rachel Mouyal : Sandra
- Patrice Maktav : Michaël

## Production

### Développement
Au printemps 2021, NRJ 12 et la société La Grosse Équipe sont au cœur de plusieurs polémiques avec le tournage des Les Anges et Les Vacances des Anges mettant fin aux deux programmes de télé-réalité par la chaîne. En juin, NRJ 12 annonce qu'elle développe une série quotidienne sur une agence d'influence qui remplacera ses émissions de télé-réalité.
En août, NRJ 12 recrute la chanteuse Indra et l'acteur Patrice Maktav.
Le 8 octobre 2021, NRJ 12 déprogramme la série en semaine à la suite d'audiences catastrophiques atteignant parfois moins de 19 000 téléspectateurs et une part de marché avoisinant les 0%.

### Fiche technique
- Création : Jean-François Porry, Stéphane Joffre-Roméas, Christophe Botti et Antoine Lerm
- Direction de la série : Christophe Botti
- Casting :
- Son : Mike Kenli (générique)
- Producteurs exécutifs : Stéphane Joffre-Roméas, Antoine Lerm
- Montage : Denis Larrieste
- Boîte(s) de production : JLA Productions, La Grosse Équipe et NRJ 12
- Compagnie(s) de distribution (pour la télévision) : NRJ 12
- Format : 16:9 HD - son : Stéréo - Image : Couleur

## Épisodes

### Saison 1 (2021)
La saison 1 devrait comporter 65 épisodes[réf. nécessaire] et est diffusé à partir du 20 septembre 2021.
1. L'agence
2. Alliance
3. Des vacances prolongés
4. Lourd secret
5. Panique à bord
6. Premier succès
7. Les fantômes d'Alex
8. Coups de filet
9. Le plan J.A.D.E
10. La confiance en jeu
11. Les petits coups bas
12. Une annonce inattendue
13. Une recrue de choix
14. Cheval de troie
15. Rapprochement dangereux
16. Une annonce bouleversante
17. Influencer ses émotions
18. Le contrat
19. Trahison
20. Fuite en avant
21. A nos amours secrètes
22. Les mots pour le dire
23. Ciel orageux
24. Voudoux
25. Red big bang
26. Les malheurs des uns
27. Des hautrs et des bas
28. Lève-toi et marche
29. Les chevaliers de la tablette
30. Naufrage
31. Reprendre le contrôle

## Générique
Le générique est composé et chanté par le chanteur Mike Kenli[réf. nécessaire] également comédien dans la série.